# لوئی کان

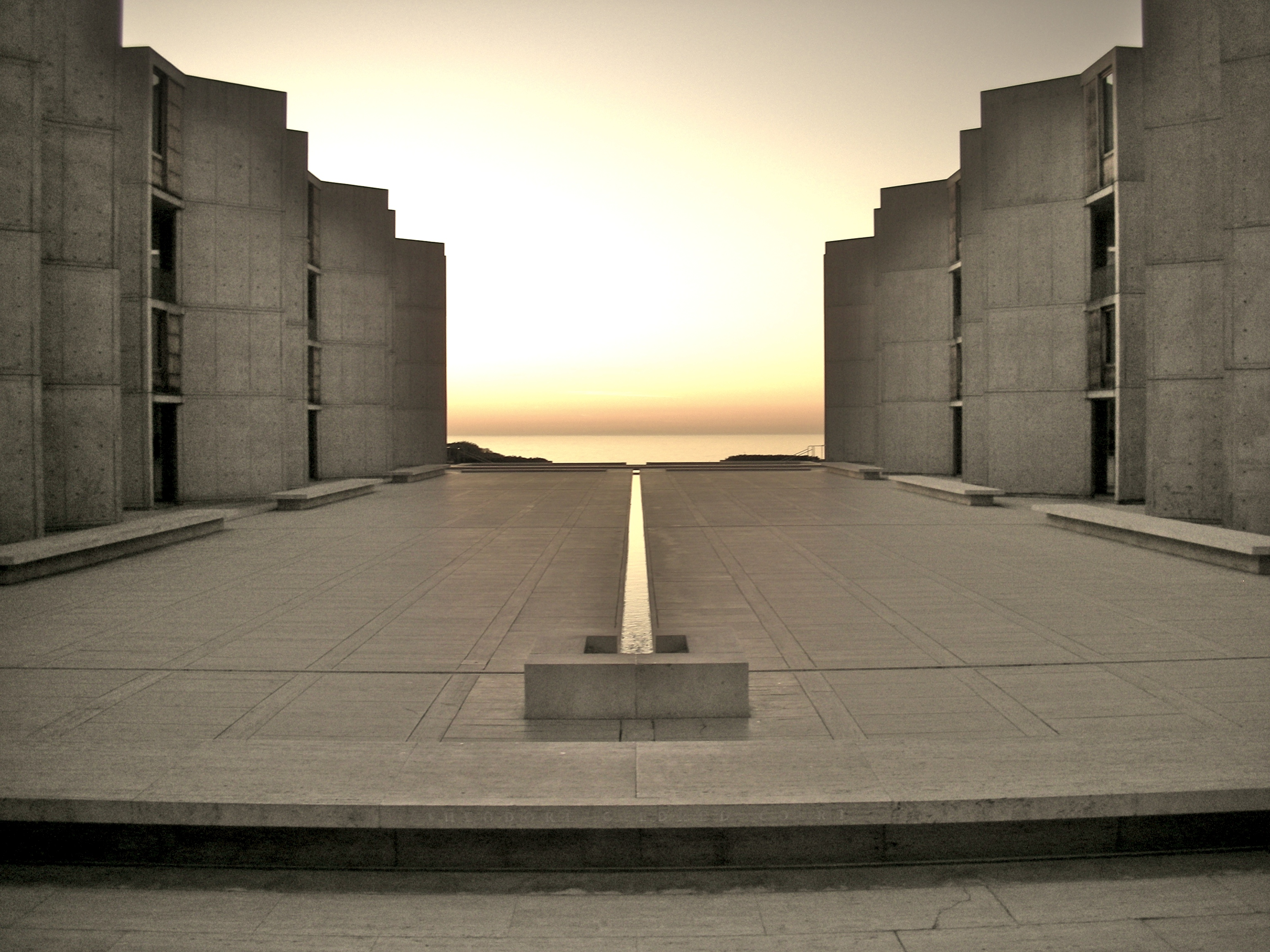
مؤسسه زیست‌شناسی سالک در سن دیگو، اثر لوئی کان.

لوئی ایزادور کان (۱۹۰۱–۱۹۷۴) معمار استونی-تبار آمریکایی با نام اصلی او «ایتزه-لیب اشموئیلوسکی» بود.
او در چند مؤسسه دانشگاهی از جمله دانشگاه ییل، انستیتو تکنولوژی ماساچوست و دانشگاه پنسیلوانیا تدریس می‌کرد. او یکی از اعضاء اصلی تیم کنگره بین‌المللی معماری مدرن (سیام) بود.
او به سال ۱۹۷۴  در نیویورک درگذشت.

## زندگی‌نامه
تاریخ تولد او در جزیره کوره ساره در استونی چندان روشن نیست. در ۱۹۰۵ با خانواده یهودی خود به آمریکا مهاجرت کرد. از ۱۹۲۰ تا ۱۹۲۴ در فیلادلفیا در دانشگاه پنسیلوانیا که شیوه آموزشی آن شبیه دانشسرای عالی ملی هنرهای زیبای پاریس بود تحصیل کرد. مدت چند سال با شرکت‌ها و دفترهای معماران حرفه‌ای همکاری داشت. بعد از چندین سفر طولانی به کشورهای اروپایی در سال ۱۹۳۷ به پنسیلوانیا رفت و در این شهر شرکتی دایر کرد؛ و بین سال‌های ۵۷–۱۹۴۷ در دانشگاه ییل تدریس می‌کرد. از سال ۱۹۵۰ تا ۱۹۵۱ به روم رفت و روی معماری روم تحقیق کرد و از سال ۶۱–۱۹۵۷ شروع به تدریس در دانشگاه پنسیلوانیا کرد.

## معماری کان
زمان اجرای اولین ساختمان‌های کان به سال ۱۹۲۵ بر می‌گردد ولی تا اواسط دهه ۵۰ با اجرای چند اثر توجه آمریکا و جهان را به خود جلب کرد.
در آثار کان تجریبات معماری مدرن، الهامات کلاسیسم یونان و معماری قرون وسطی، معماری اسلامی و حتی آکادمیسم قرن ۱۹ اروپا را می‌توان دید. در کل می‌توان گفت او در اکثریت کارها تحت تأثیر مکتب بوزار بود و از همین روست که در کارهای او یک نوع نگرشی به تاریخ است و به خاطر همین او را به پست مدرنهای تاریخ گرا نزدیک حس می‌کنیم.
تعدادی از کارهای او در حد پروژه باقی‌مانده‌است، پروژه‌ها در بالاترین حد و با پیچیدگی تمام طراحی شده‌اند ولی در زمان اجرا، فرامها با انتخاب مصالح مناسب و غالباً طبیعی و سنتی ساده می‌شوند. کان برخلاف استادان برجسته پیش از خود نه در پی توضیح است و نه اثبات نوشته‌ها، و گفتارش با ابهام همراه است.
در کارهای لوئی کان کاربرد دقیق مصالح و بیان قواعد استفاده از مصالح و تنوع استفاده کردن از مصالح مشهود است.
لوئی کان نخستین معمار آمریکایی روسی‌تبار بود که بعد از جنگ جهانی دوم برخاست و نیز اولین کسی بود که از مکتب جهانی " فرم تابع عملکرد است " برید. معماری کان نه در قالب معماری ارگانیک فرانک لوید رایت جای می‌گیرد و نه در قالب دیگر نهضت‌های معماری مدرن، مثل مکتب معماری مدرن لوکوربوزیه و میس وندروهه.
کان اغلب از فرم، نور و روشنایی و از فضاهایی که عملکردی بر آنان متربت است، صحبت می‌داشت. دربارهٔ نور و روشنایی نوشته‌است که: " نور و روشنایی حضور همه چیز را باعث می‌شود. اجسام از نور مشتق می‌شوند یا به تعبیری دیگر، هر گاه نور مصرف شود جسم حاصل می‌آید. اجسام همان‌ها هستند که به سبب وجودشان سایه به وجود می‌آید و سایه به نور تعلق دارد. نور به جانب جسم حرکت می‌کند و جسم به جانب نور و این امر محیط و جو سازندگی را به وجود می‌آورد. فرم به خود می‌گوید: من باید چیزی بسازم.
در آثار کان همواره احساسی یکسان از قدمت و تازگی موجود بود. پژوهشی شدید برای تمام چیزهایی که در قبال سازندگی آدمی در تمام زمانها، زیبا و منطقی بود. این اندیشه که گذشته در حال حاضر ریشه دارد و پژوهش بدنبال حقیقت در جمله ای موجز و شاعرانه از خود کان مستتر است " آینده همان امروز است. "

## گفته‌ها و جمله‌های معروف
" لوکوربوزیه معلم من بود ولی این را خودش نمی‌دانست - تأثیر از کارهای بتن مسلح و عریان بودن ساختمان "
" سنتی بودن در معماری مانند سایر موارد به این معنا نیست که گذشته را دوباره تجدید کنیم، بلکه باید از آن و با امکانات معاصر استفاده کنیم. "
" سبک متعلق به زمان است در حالی که جوهر هنرمند ابدی است. "
" ارزش ساختمان با کیفیت فضاهای معماری سنجیده می‌شود. "
" تکنولوژی شگفت انگیز است و باید بخشی انگیزه حرفه‌ای ما شود. اگر یک ساختمان بتواند به تکنولوژی الهام دهد بی اندازه با ارزش است. "
" پروژه یعنی شالوده دادن به یک فرم، در درون یک نظم"

## از جمله آثار او
- مجلس ملی بنگلادش در داکا ۱۹۶۲
- مؤسسه اداری در احمدآباد - هند - ۱۹۶۳
- موزه هنر کیمبل ۷۲–۱۹۶۶
- بیمارستان مرکز ایوب در داکا ۱۹۶۳
- گالری هنری دانشگاه یل ۵۴–۱۹۵۰
- بنای یادبود شش میلیون یهودی ۶۹–۱۹۶۷
- ساختمان آزمایشگاه‌های پزشکی دیچاردز، پنسیلوانیا ۶۱–۱۹۵۷
- توسعه شهر سازی محله عباس‌آباد تهران با مشارکت کنزوتانگه
- خوابگاه الئونوردونولی اردمن،اقامتگاه دانش جویان دختر ،کاهابرن مار-پنسیلوانیا
- کلیسای موحد ،نیویورک۶۷–۱۹۵۹
- کنیسه مایکوه، اسراییل ،۷۰–۱۹۶۱
- کتابخانه آکادمی فیلیپس اکستر، نیوهمپشایر، ۷۲–۱۹۶۷
- مؤسسه مطالعات زیست‌شناسی سالک ۱۹۵۳-۱۹۶۵

## نگارخانه

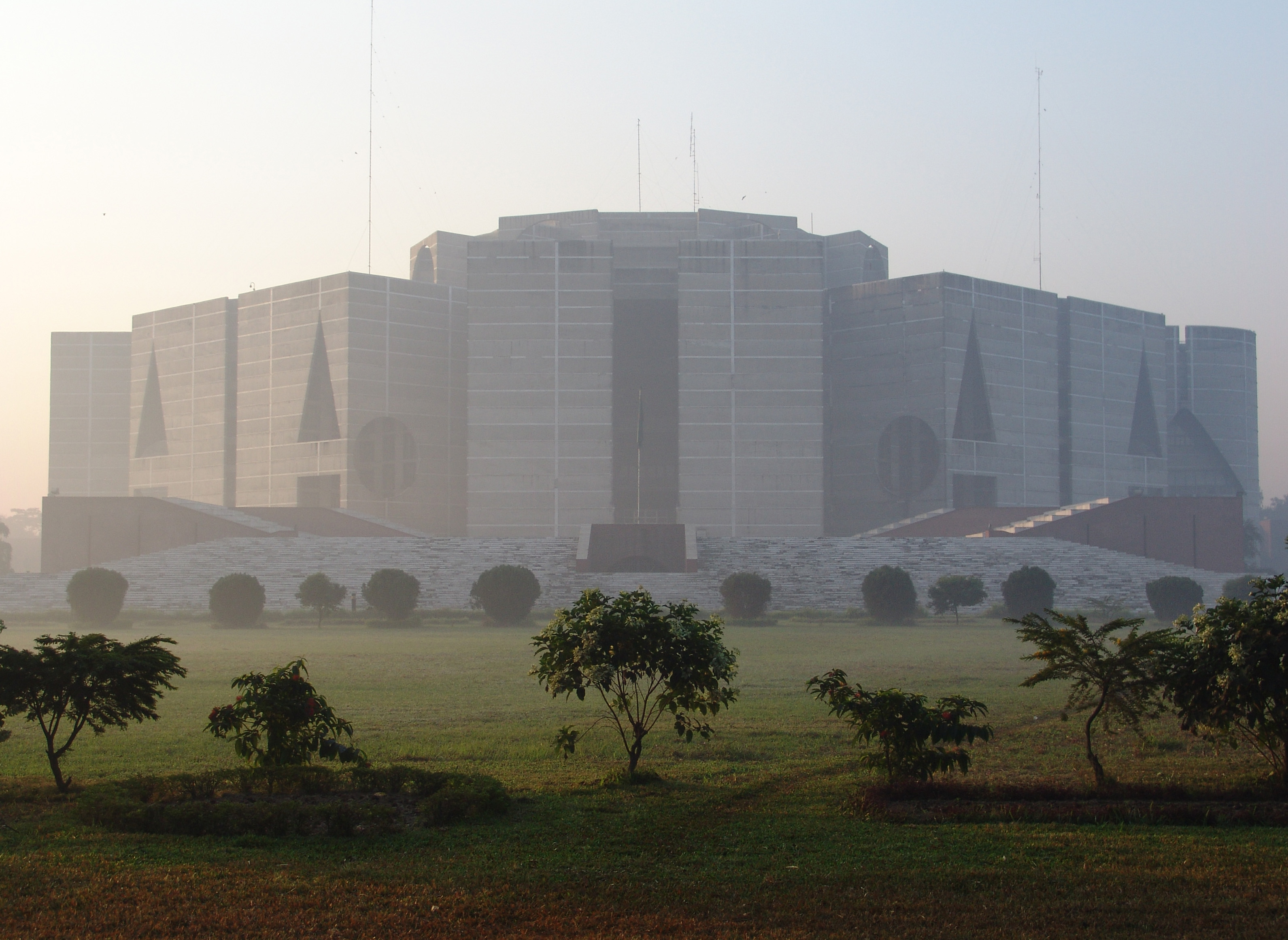
مجلس ملی کشور بنگلادش. از آثار این معمار یهودی.
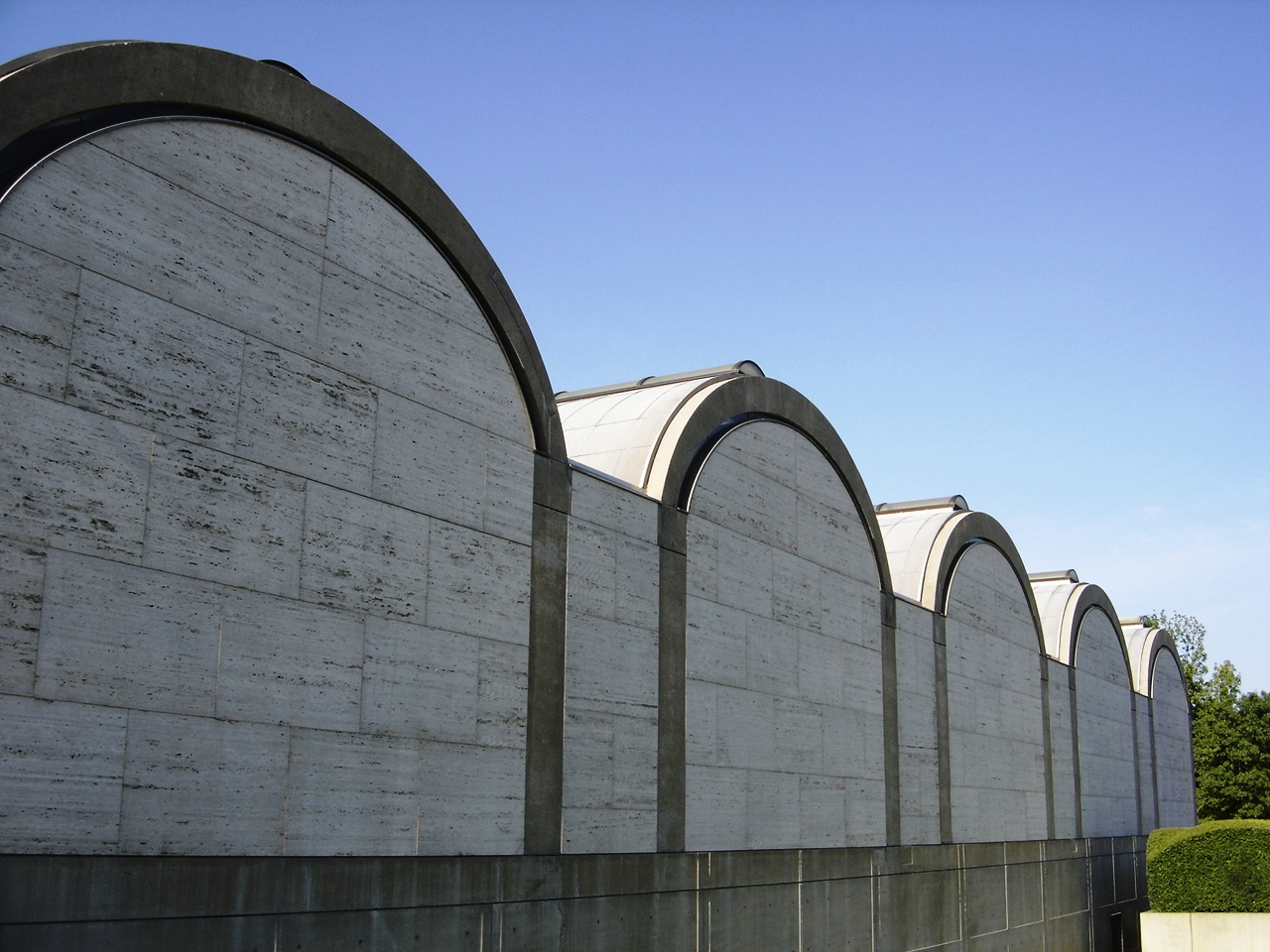
موزه هنر کیمبل در فورت وورث
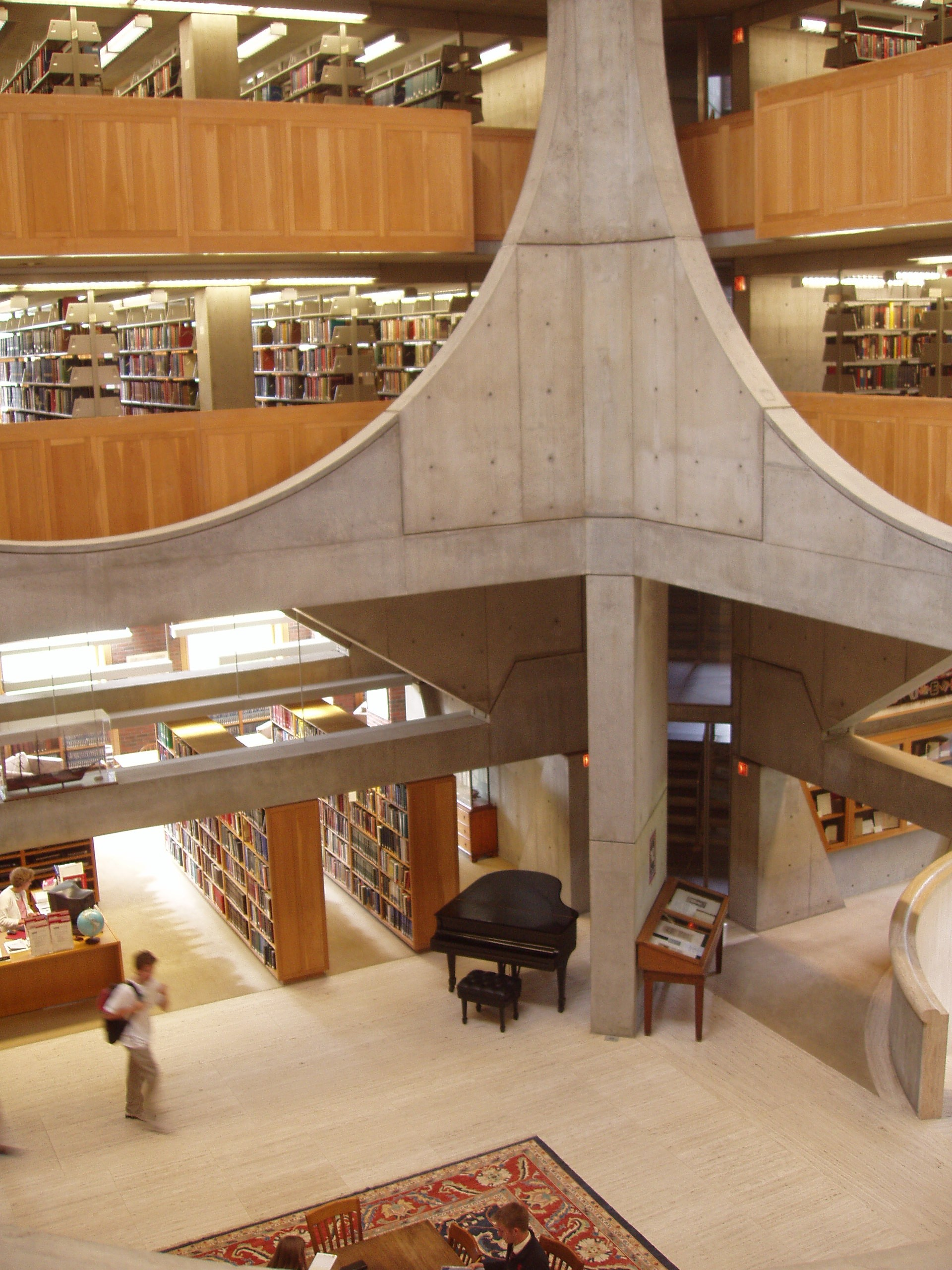
کتابخانه آکادمی فیلیپس اکستر